# Aeroportul Național Kalymnos
Aeroportul Național Kalymnos (IATA: JKL, ICAO: LGKY) este un aeroport din Municipality of Kalymnos⁠(d), Kalymnos Regional Unit⁠(d), Egeea de Sud, Administrația descentralizată a Mării Egee⁠⁠(d), Grecia ce deservește zona Pόthia Kalýmnou⁠(d). Aeroportul a fost tranzitat în 2022 de 14.956 de pasageri. A fost numit după Kalymnos.
Situat la o altitudine de 235 m, aeroportul dispune de o singură pistă. Este operat de Olympic Air⁠(d).